# دهوك (طسوج)
دهوك (بالفارسية: دهوک) هي قرية تقع في إيران في Tasuj Rural District. يقدر عدد سكانها بـ 245 نسمة بحسب إحصاء 2016.